# 2022年3月杭州四季青服装市场2019冠状病毒病聚集性疫情
2022年3月杭州四季青服装市场2019冠状病毒病聚集性疫情是指自2022年3月5日在中华人民共和国浙江省杭州市四季青服装市场爆发的2019冠状病毒病本土聚集性疫情，也是继2022年1月本土疫情后，杭州市第二波本土奥密克戎疫情。2022年3月5日，杭州市上城区望江街道新杭派服饰城店员出现发热、头晕头疼、乏力症状，上午到浙医一院庆春院区发热门诊就诊，核酸检测初筛阳性，经市疾控中心复核阳性，被诊断为确诊病例。另外省内的衢州市开化县也发现关联病例。截至3月12日，本轮疫情累计报告确诊病例10例。

## 背景
根据媒体公开资料，此轮疫情与进口物料有关，其中杭州上城区报告感染者曾接触过来自韩国的进口服装；而衢州市开化县首例无症状感染者自述3月1日曾到杭州四季青进货，主要进货为韩服及欧服。

## 确诊时序

### 杭州市
2022年3月5日，上城区望江街道新杭派服饰城店员出现发热、头晕头疼、乏力症状，上午到浙医一院庆春院区发热门诊就诊，核酸检测初筛阳性，经市疾控中心复核阳性，被诊断为确诊病例。根据疾控中心调查，她于3月5日买温度计测温，后到医院发热门诊就诊，期间没有乘坐公共交通工具，在杭州市没有发生续发传播，最终病例仅有1例。本轮疫情发生后随即对相关风险人员及时排查管控，对涉疫专业市场、进口物品等及时封控，经多轮核酸检测全部为阴性，3月15日实现社会面清零。

### 衢州市开化县
3月6日，衢州市开化县报告1例无症状感染者，该感染者为女性，开化人，在开化县江滨路自主经营服装店，现居住地为开化县芹阳办事处上溪村，曾在杭州四季青进货。杭州疫情通报后，根据开化县疫情防控相关要求，3月6日上午前往服务点进行核酸检测，11时前往集中隔离点隔离，经县、市疾控中心复核阳性，诊断为无症状感染者。该感染者3月2日至3月5日期间主要行动轨迹在江滨路15-5号欧尼服装店。3月6日21时24分至3月7日8时，开化县在主动就医隔离留观病例核酸采样中发现1管初筛阳性样本（1：1单管采样）。该阳性感染者系衢州品格装饰工程有限公司工作人员，曾到过多家服装店。3月7日8:00至16:14，开化县新增2例确诊病例（轻型），均为隔离点检出，为此前确诊病例1的女儿和确诊病例2的姐姐，均已进行集中隔离。3月9日6时12分，开化县新增1例确诊病例（轻型），在隔离点检出。3月10日，开化县新增3例确诊病例，均为隔离点检出。3月12日21:50，开化县新增1例确诊病例（轻型），为隔离点检出。

### 各关联病例情况简表
| #  | 报告日期 | 其他资料                                                                                            | 报告地 |
| -- | -------- | --------------------------------------------------------------------------------------------------- | ------ |
| 1  | 3月5日   | 上城区望江街道新杭派服饰城店员，住上城区秋涛路婺江三园，是本轮疫情杭州市唯一确诊病例                | 杭州市 |
| 2  | 3月6日   | 开化县江滨路自主经营服装店店主，现居住地为开化县芹阳办事处上溪村，自述2月28日去杭州新杭派服饰城进货 | 衢州市 |
| 3  | 3月7日   | 衢州品格装饰工程有限公司工作人员，住澜庭国际小区                                                    | 衢州市 |
| 4  | 3月7日   | 女，13岁，学生，为个案2的女儿，同住于开化县芹阳办事处上溪村                                         | 衢州市 |
| 5  | 3月7日   | 女，34岁，为个案3的姐姐，住址为澜庭国际小区                                                         | 衢州市 |
| 6  | 3月9日   | 女，65岁，为个案2的婆婆，同住于开化县芹阳办事处龙潭村上溪自然村                                     | 衢州市 |
| 7  | 3月9日   | 男，6岁，为个案2的儿子，同住于开化县芹阳办事处龙潭村上溪自然村                                      | 衢州市 |
| 8  | 3月9日   | 女，60岁，为个案5的婆婆，同住于澜庭国际小区                                                         | 衢州市 |
| 9  | 3月9日   | 女，60岁，为个案5的儿子，同住于澜庭国际小区                                                         | 衢州市 |
| 10 | 3月12日  | 男，9岁，系个案5、8、9的密接者                                                                      | 衢州市 |

## 反应及应对措施

### 杭州市
3月5日，上城区疫情防控指挥部发布两份通告，划定封控区、管控区、防范区各2处。3月12日起，封控区、管控区、防范区再做调整。
本轮疫情发生后，相关部门对涉疫专业市场、进口物品等及时封控，经多轮核酸检测全部为阴性，社会面实现动态清零。而四季青市场受疫情影响暂时停业，直至3月20日复市。4月20日，上城区启动“云上四季青”纾困行动，强调要花三个月时间，通过网络直播形式帮助四季青服装特色街区商户去库存。

### 衢州市开化县
3月6日，开化县将月城路与江滨中路交叉口（原交通实业公司宿舍和煤炭宿舍）和龙潭村65、66、67、68号划分为封控区；将东至江滨中路、南至月秀路、西至解放街、北至月山路合围区域和龙潭村（原上溪自然村）划分为管控区；将东至开化高速路口、南至江东南路和凤凰南路交叉口（含芹南社区、城西社区、荷花社区、城北社区、龙潭村、岙滩社区、城东社区的部分区域）、西至根博路及灵山路、北至龙潭公园划分为防范区。
为减少人员流动，开化县发布通告，暂时关闭密闭公共场所；其他公共场所、小区和交通工具严格落实测温、扫“共富码”、戴口罩、消毒等措施并合理控制人员数量；监所、养老院、精神病院等重点场所实行封闭管理；药店暂停销售（含网络销售）退热、止咳、抗病毒、抗生素等四类药品。开化县城区（芹阳办事处、华埠镇）范围内的中小学、幼儿园（含民办学校）、各类培训机构及封控区、管控区的学生开始停课；全县暂停公共交通服务。
3月13日17时起，开化县在“三区”范围外区域继续实行“强化社会面管控、严格限制人员聚集”的管理措施，电影院、景区和宗教活动场所等公共场所可以开放，但不得超过最大承载量的50%；餐馆、公共食堂错峰经营，严格控制就餐人数不超过座位数的50%；“三区”外的学校有序恢复学校教学秩序；有序恢复公共交通，班线客车、公交按照承载量50%限定人数运营。3月20日17时起，开化县解除“三区”管控措施。